# Lydia Délectorskaya
Lydia Nikolaevna Délectorskaya, née le 23 juin 1910 à Tomsk en Sibérie occidentale et morte le 16 mars 1998 à Paris 5e, est une collaboratrice russe et une proche d'Henri Matisse de 1932 jusqu'à la mort de celui-ci en 1954.

## Biographie
Lydia Délectorskaya, fille unique d'un pédiatre renommé de la ville de Tomsk, devient orpheline à douze ans, lorsque les deux parents meurent dans les épidémies successives de fièvre typhoïde et de choléra. Eduquée par sa tante, elle fuit avec elle en Mandchourie, dans la partie chinoise. Elle gagne Paris, à un moment où la France entre en dépression économique. Lydia Délectorskaya veut devenir médecin et est acceptée à la faculté de médecine de la Sorbonne, mais les frais élevés exigés pour les étudiants étrangers sont hors de portée. Lydia Délectorskaya trouve de petits emplois : « J’appartenais à la catégorie des émigrés qui, d’après les lois françaises, n’avaient pas droit au travail rémunéré. ».
En 1932, installée à Nice, Lydia Délectorskaya entre comme aide d'atelier dans la maison d'Henri Matisse pour un remplacement de quelques jours, qui deviendra six mois. Elle a 22 ans, connait peu de choses sur le monde de l'art et n'a même pas connaissance du prestige du peintre. L'année suivante, elle est sollicitée à nouveau, à l'initiative de Madame Matisse, de santé délicate, comme dame de compagnie.
En octobre 1933, Matisse fait le premier portrait de Lydia Délectorskaya, à l'estompe. Matisse la dessine dans un moment de repos, sa tête sur ses bras croisés et reposant sur le siège arrière, pensive et lointaine. Le 15 mars de l'année suivante, il la fait poser à nouveau mais c'est au printemps 1935, Le corsage bleu, Le châle écossais, Les yeux bleus, puis en avril 1935 Le Rêve. Elle est son seul modèle en cette année 1935. Elle accompagne le couple Matisse à Beauvezer en juillet. Puis, au retour à Nice, elle se voit confier également par Madame Matisse, Amélie Matisse, des travaux de secrétariat. En 1936, elle pose pour plus de quarante peintures.
Lydia Délectorskaya est la seule collaboratrice quotidiennement présente pendant des années dans l'étude de Matisse, pour l'aider dans l'atelier, pour lui servir quelquefois de modèle (même si elle n'est plus le seul modèle), ou pour faire du secrétariat. Elle nettoie les pinceaux, dispose les instruments, efface les toiles ou les parties de toile, achète le matériel, etc.. « L'atmosphère était typique d'un théâtre. Je lui tenais un objet puis une bouteille d'encre de Chine, des feuilles de papier, […] Matisse concevait son œuvre, sans dire un mot, sans donner le moindre signe d'agitation, mais avec, dans son immobilité, une légère tension. ».
Lydia Délectorskaya prend l'initiative d'enregistrer par des photographies la fin de chaque session, en indiquant la date, permettant au peintre de retrouver la composition ou les situations antérieures. Le 30 mai 1937, avec les appointements supplémentaires qu'elle reçoit comme modèle, Lydia Délectorskaya achète un premier dessin à Henri Matisse.
En 1938, Amélie Matisse, n'ayant plus besoin de dame de compagnie, met fin à son contrat. Henri Matisse mesure alors ce qu'elle lui apporte. Sa femme le quitte le 5 mars 1939, et il rappelle Lydia Délectorskaya dès le mois de juin de la même année. Elle lui est indispensable pendant la Seconde Guerre mondiale, organisant ses différents déménagements et lui apportant une assistance quotidienne, alors que sa santé et son état physique se détériorent. Elle l'aide également à continuer à créer.
Elle joue un rôle décisif, à la demande d'Henri Matisse, dans le suivi de la création du musée Matisse du Cateau-Cambrésis, de la construction de la chapelle du Rosaire de Vence, et dans le montage d'un certain nombre d'expositions dédiées à l'artiste, à Londres, Paris, Philadelphie, etc..
Le dernier dessin de Matisse pour Lydia Délectorskaya est du 1er novembre 1954. Henri Matisse meurt deux jours plus tard, le 3 novembre, d'un accident vasculaire cérébral. Lydia Délectorskaya quitte le Régina où ils étaient installés sans assister aux funérailles. Un an plus tard, la famille Matisse la sollicite pour terminer des travaux inachevés, notamment le contre-collage de papiers gouachés découpés disposés dans l'atelier.
Dans les années 1980, elle écrit deux témoignages sur ses années avec Henri Matisse, et sur le mode de travail de celui-ci. Elle reste en contact avec les musées et lieux d'exposition du peintre, n'hésitant pas à leur rappeler des exigences de l'artiste. Elle écrit à Pierre Matisse, fils du peintre : « Je n’y peux rien : le Patron a fait de moi une sorte de perfectionniste, autrement dit, un casse-pieds ». Elle meurt le 16 mars 1998, à Paris, à 87 ans. Elle aura fait préalablement don des différentes œuvres achetées et données par Henri Matisse à des musées, tout particulièrement à des musées russes.

## Publications
- Lydia Délectorskaya, L’apparente facilité, Henri Matisse : peintures de 1935-1939, Paris, Galerie Maeght, 1986 (réimpr. 1993), 327 p. (ISBN 2-86941-026-3, BNF 34926440), prix Paul-Marmottan 1994.
- Lydia Délectorskaya, Henri Matisse. Contre vents et marées. Peinture et livres illustrés de 1939 à 1943, 1996. Paris, Éditions Irus et Vincent Hansma, 558 p.  (ISBN 2-9510052-0-2).

### Archives
- Fonds : Lydia Delectorkaya (1928-1985) [archives écrites ; 1 boite].  Cote : DELE 1 - 6. Paris : Bibliothèque Kandinsky, Centre Pompidou (présentation en ligne).
- Sous-fonds : Hélène Adant (1949-1954) [archives photographiques ; 25 boites]. Fonds : Lydia Delectorkaya; Cote : ADA 1 - 25. Paris : Bibliothèque Kandinsky, Centre Pompidou (présentation en ligne).